# Ejutla de Crespo
Heroica Ciudad de Ejutla de Crespo là một đô thị thuộc bang Oaxaca, México. Năm 2005, dân số của đô thị này là 17232 người.